# Cifrado por libro

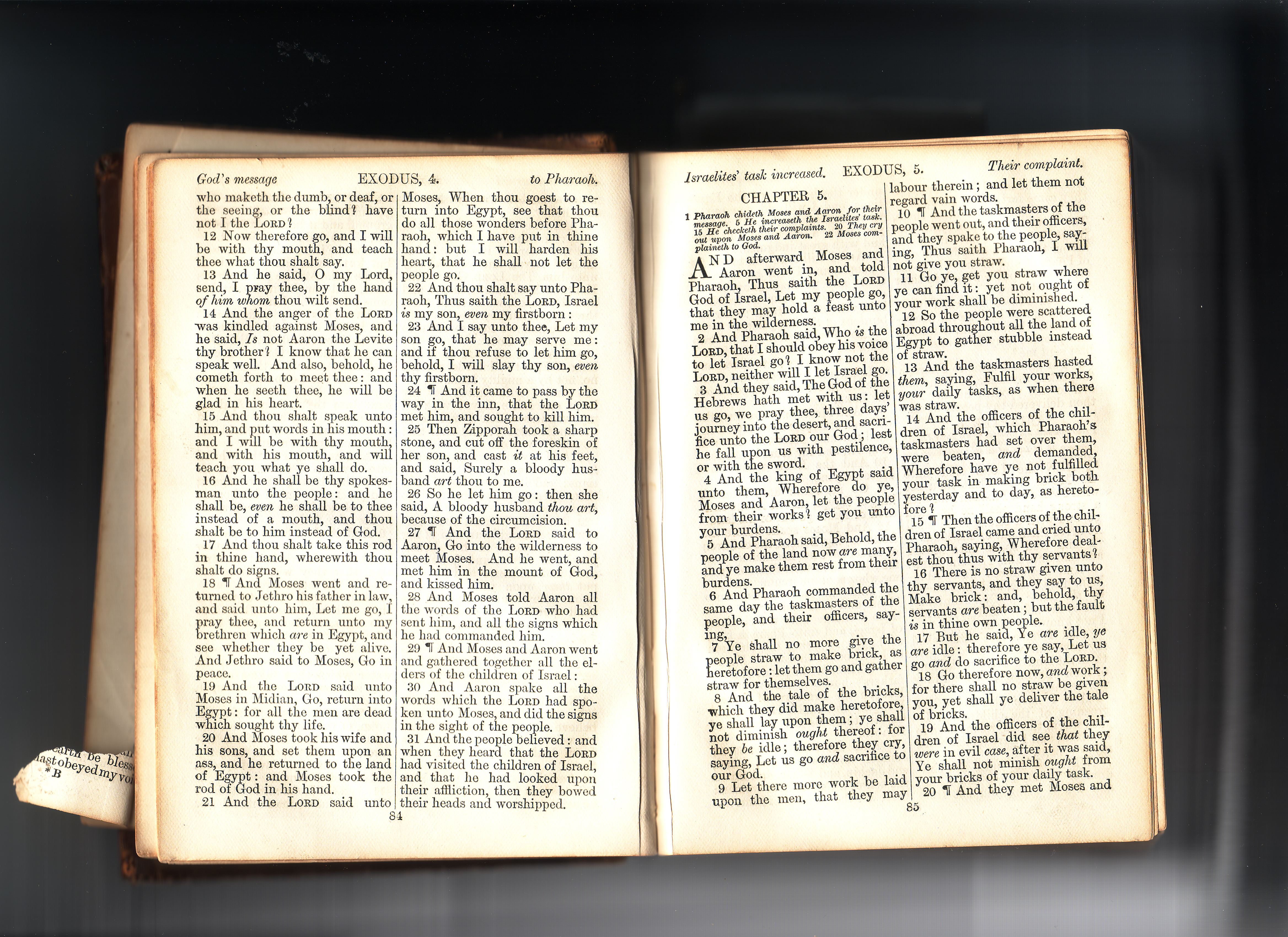
La Biblia del rey Jacobo, una publicación altamente disponible, adecuada para el cifrado por libro.

Un cifrado por libro o cifrado Ottendorf es un método de cifrado en el que la clave es algún fragmento de un libro u otra pieza de texto. Los libros que son comunes y ampliamente disponibles en la actualidad, obligan a los usuarios del cifrado a asegurarse de que los detalles de la clave (aspectos tales como la identidad del libro o el comienzo de la clave) estén suficientemente bien escondidos de posibles atacantes. Esto es de alguna manera un ejemplo de seguridad por obscuridad. Es absolutamente esencial que ambos corresponsales no sólo tengan el mismo libro, si no la misma edición.
Tradicionalmente este método de cifrado funciona reemplazando palabras en el texto claro de un mensaje con la ubicación de las palabras en el texto del libro. De este modo, el cifrado por libro más correctamente llamado códigos.
Esto puede tener problemas; si una palabra aparece en el texto claro pero no en el libro, no puede ser codificada. Un modo alternativo de tratar este problema, es reemplazar letras individuales más que palabras. Tal método, utilizado en el segundo documento de Beale, sustituye la primera letra de una palabra en el libro con la posición de aquella palabra. En este caso, el cifrado por libro es correctamente una cifra, específicamente un cifrado de sustitución homofónico. Aun así, utilizada a menudo, esta técnica tiene el efecto de producir un texto cifrado más grande (típicamente 4 a 6 dígitos son requeridos para cifrar cada letra o sílaba) y aumenta el tiempo y el esfuerzo requeridos para decodificar el mensaje.

## Elección de la clave
El elemento principal de un cifrado por libro es la clave. El emisor y el receptor de los mensajes codificados pueden acordar utilizar cualquier libro o publicación disponible para ambos cuando generan la clave de su cifra. Quien intercepte el mensaje e intente decodificarlo, a no ser que sea un criptógrafo especializado, debe de alguna manera identificar la clave entre un número enorme de posibilidades disponibles.
En el contexto del espionaje, un cifrado por libro tiene una ventaja considerable para un espía en territorio enemigo. Un libro de código convencional, si es descubierto por las autoridades locales, instantáneamente incrimina a su dueño como espía y da a las autoridades la posibilidad de descifrar el código y enviar mensajes falsos para detectar al agente. Por otro lado un libro, si es escogido cuidadosamente para cuadrar con la historia de tapadera del espía, como una novela, parece inocuo.
La desventaja de un cifrado por libro es que ambas partes tienen que tener una copia idéntica de la clave, mismo título y misma edición. El libro no tiene que ser de la clase que parecería fuera de lugar en posesión de aquellos utilizándolo y tiene que ser de un tipo que probablemente contenga cualquier palabra requerida (o la forma de generarla). Así, por ejemplo, un espía deseando enviar información sobre movimientos de tropas y las cantidades de armas probablemente no encuentre útiles un libro de cocina o una novela romántica.

## Utilizando publicaciones ampliamente disponibles

### Diccionario
Otra aproximación es utilizar un diccionario como libro de claves. Esto garantiza que casi todas las palabras serán encontradas, y también hace mucho más fácil encontrar una palabra a la hora de codificar. Esta aproximación fue utilizada por George Scovell para el ejército del Duque de Wellington en algunas campañas de la Guerra Peninsular. En el método Scovell, una palabra codificada constaba de un número (indicando la página del diccionario), una letra (indicando la columna en la página), y finalmente un número que indica qué entrada de la columna se había tomado. Aun así, esta aproximación también tiene una desventaja: como las entradas están ordenada por orden alfabético, también los números de código. Esto puede dar pistas importantes al criptoanalista a no ser que el mensaje esté supercodificado. La amplia distribución y disponibilidad de los diccionarios también presentan un problema; probablemente puede que cualquiera intentando romper tal código esté también en posesión del diccionario y pueda usarlo para descifrar el mensaje.

### La Biblia como libro de claves
La Biblia es un libro ampliamente disponible que es casi siempre impreso con marcas de capítulo y versículo; haciendo fácil encontrar una cita concreta dentro del texto, haciéndolo particularmente útil para este propósito; la disponibilidad extendida de concordancias también puede aliviar el proceso de codificar. Otros textos religiosos como el Corán presentan las mismas ventajas.

## Seguridad
Esencialmente, el código generado mediante «cifrado por libro» se asemeja al generado mediante cualquier otro código, pero uno en que el problema de preparar y distribuir el libro de claves ha sido eliminado al utilizar un texto ya existente. Aun así esto significa, así como puede ser atacado por todos los medios habituales empleados contra otros códigos o cifras, las soluciones parciales pueden ayudar al criptoanalista para adivinar otras palabras codificadas, o incluso para romper el código por completo si logra identificar el texto clave. Aun así, este no es el único modo en que un libro de claves puede ser roto. Es todavía susceptible de utilizar otros métodos de criptoanálisis, y como tal es bastante fácilmente romperlo, incluso sin medios sofisticados, si el criptoanalista tiene alguna idea de qué libro se emplea como clave.

## Ejemplos
- Un uso famoso de un cifrado por libro es en la cifra Beale, de la cual el documento número 2 usa una (variante de impresión) de la Declaración de Independencia de los Estados Unidos como el texto clave.
- En la Revolución americana, Benedict Arnold utilizó un cifrado por libro, a veces conocido como la cifra de Arnold, la cual utilizó los Comentarios a las Leyes de Inglaterra de William Blackstone como texto clave.
- Un cifrado por libro ha sido utilizado en el misterio Cicada 3301.[3]

### En ficción
- En El valle del terror, Sherlock Holmes descifra un mensaje con un cifrado por libro deduciendo qué libro había sido utilizado como texto clave.
- El thriller ambientado en la Segunda Guerra Mundial de Ken Follett La clave está en Rebeca debe su título a uno de los personajes, un espía alemán en El Cairo que utiliza la novela Rebecca de Daphne du Maurier como la base de un código.
- En Una Presunción de Muerte, Lord Peter Wimsey, además de estar asignado a la Inteligencia británica en la Europa ocupada por los nazis de la Segunda Guerra Mundial, utiliza un código basado en los trabajos de John Donne. Los alemanes, sospechando que un servicio de inteligencia en el cual los alumnos de Oxford tienen una función importante escogería un trabajo clásico de literatura inglesa, sistemáticamente prueban tales trabajos hasta que dan con uno correcto y rompen el código, estando muy cerca de capturar al espía. Wimsey entonces improvisa un código nuevo, basado en un texto inédito conocido únicamente por él y su mujer.
- Los protagonistas de las obras de Graham Greene usan a menudo cifrados por libro. En El Factor Humano, varios libros son utilizados, y una edición de los cuentos de Charles Lamb de Shakespeare es utilizado en Nuestro hombre en La Habana.
- Un cifrado por libro juega una función importante en la versión de televisión de La espada de Sharpe. El texto clave es Cándido de Voltaire.
- En la película de 2004 Tesoro Nacional, una cifra Ottendorf está oculta detrás de la Declaración de Independencia de los Estados Unidos, utilizando las cartas de "Silencio Dogood".
- Los protagonistas de la novela de Matthew Reilly Las Seis Piedras Sagradas utilizaron un cifrado por libro para enviarse mutuamente mensajes confidenciales. El texto clave eran los libros de Harry Potter, pero los mensajes fueron enviados por medio de un foro sobre El Señor de los Anillos para hacer el texto clave más difícil de identificar.
- En Perdidos: Misterio de la Isla, una serie de cuatro Rompecabezas publicados en 2007, una cifra Ottendorf fue utilizada en la caja de cada rompecabezas para esconder spoilers y revelar información sobre el espectáculo a los seguidores.
- «El Rey Pescador», un episodio doble de la serie de televisión Mentes criminales, presenta una cifrado por libro traído a la Unidad de Análisis Conductista por la esposa del Agente Hotchner. El cifrado era parte de un rompecabezas más grande para encontrar una chica que había estado desaparecida durante dos años. El texto clave era El coleccionista de John Fowles.[4][5]
- Aviso de quemadura (episodios «Donde hay Humo» y «Centro de la Tormenta», 2010): Michael Westen roba una Biblia de una caja de depósito segura, que es el libro de código de Simon. Esto deviene parte del argumento de la temporada para seguir la pista de una organización que comienza guerras para beneficio cuando Michael intenta arreglar una entrevista con Simon.
- En el episodio «El Banquero Ciego» de la serie de la BBC Sherlock, Sherlock Holmes busca un libro que es la clave a una cifra empleada por el Tong chino de contrabandistas para comunicarse con sus agentes y entre sí a través de mensajes grafitis.
- En la película Desconocida (2011), las contraseñas están ocultadas por una cifra Ottendorf.
- En el episodio «El Paraíso Perdido» de la Unidad, Jonas Blane (aka Doctor de Culebra) utiliza un código de libro del poema El Paraíso Perdido para comunicar a su mujer, Molly, que ha llegado sin incidentes a Panamá.
- En El buen soldado Švejk de Jaroslav Hašek, el protagonista recibe la orden de llevar un libro a los oficiales que los espías emplean para cifrar. Su intento no funciona, aun así, cuando es revelado que la novela en cuestión está compuesta de dos volúmenes, y Švejk ha entregado el primer volumen a los agentes, creyendo que pretendían leer la novela, más que el segundo, donde estaba el código.
- En Un Caso del Fingerpost, un misterio histórico por Iain Pears, un libro cipher encubre la historia familiar de un carácter y su relación con la Guerra Civil inglesa.
- En Un Espía Perfecto, de John Le Carre, el protagonista Magnus Pym utiliza una cifra basada en el texto alemán Simplicissimus.
- En las películas Manhunter y El dragón rojo, Hannibal Lecter, que está en prisión, comunica en un anuncio personal en un diario que utiliza un código de libro que la policía sabe no es lo qué él dice que es (menciona versos en la Biblia, pero algunos de los números de capítulo no son válidos). La policía más tarde descubre cuál es el libro que utilizaba Lecter.